# Hirmuste (Saaremaa)
Hirmuste is een plaats in de Estlandse gemeente Saaremaa, provincie Saaremaa. De plaats heeft de status van dorp (Estisch: küla).
Tot in december 2014 behoorde Hirmuste tot de gemeente Kärla, tot in oktober 2017 tot de gemeente Lääne-Saare en sindsdien tot de fusiegemeente Saaremaa.

## Bevolking
Het dorp had 10 inwoners op 31 december 2011 en 11 inwoners op 31 december 2021.

## Geschiedenis
Hirmuste werd in 1645 voor het eerst genoemd als boerderij onder de naam Hirmuste Hanß. De boerderij lag op het landgoed Kaarma-Suuremõisa (Duits: Karmel-Großenhof).